# 3-ヒドロキシ-2-ブタノン
3-ヒドロキシ-2-ブタノン (3-hydroxy-2-butanone) は分子式 C4H8O2 で表されるα-ヒドロキシケトン (アシロイン) である。
アセトイン (acetoin) の慣用名がよく使用されている。

## 性質
ヨーグルト、バター様の香りを持つ化合物であり、主に発酵食品に香気成分として含まれるが、野菜や果物にも少量含有される。
室温で放置すると、二分子でそれぞれのカルボニル基にヒドロキシ基が付加してヘミアセタール化した二量体である2,5-ジメチル-1,4-ジオキサン-2,5-ジオールを徐々に形成する。これは融点 90 °Cの結晶性物質であるが、融点以上に加熱すると単量体に戻る。
水、エタノール、プロピレングリコール、ジクロロメタンなどに可溶。溶液の状態では単量体のまま保存できる。

## 合成
アセトアルデヒドのチアゾリウム塩触媒を用いたベンゾイン縮合によって合成される。その他、酢酸エステルのアシロイン縮合や2,3-ブタンジオールの微生物酸化、2,3-ブタンジオンの部分還元によっても合成できる。糖から3-ヒドロキシ-2-ブタノンを生成する発酵法も知られている。

### 生合成
ピルビン酸の二量化によって生成するアセト乳酸の脱炭酸で生成する。

## 用途
乳製品やそれを利用した菓子、マーガリン、キャラメル、コーヒー、タバコなどに香料として使用される。

## 法的規制
消防法により第四類危険物の第二石油類に指定されている。